# تور ابوظبی
تور ابوظبی (انگلیسی: Abu Dhabi Tour) یک تور دوچرخه‌سواری جاده در شهر ابوظبی، امارات متحده عربی است.
این تور که اولین دوره آن در سال ۲۰۱۵ برگزار شده جزئی از تور دوچرخه‌سواری آسیا محسوب می‌شود و امتیاز آن در تور جهانی دوچرخه‌سواری منظور می‌شود.